# Schiebebalken (Schiffbau)

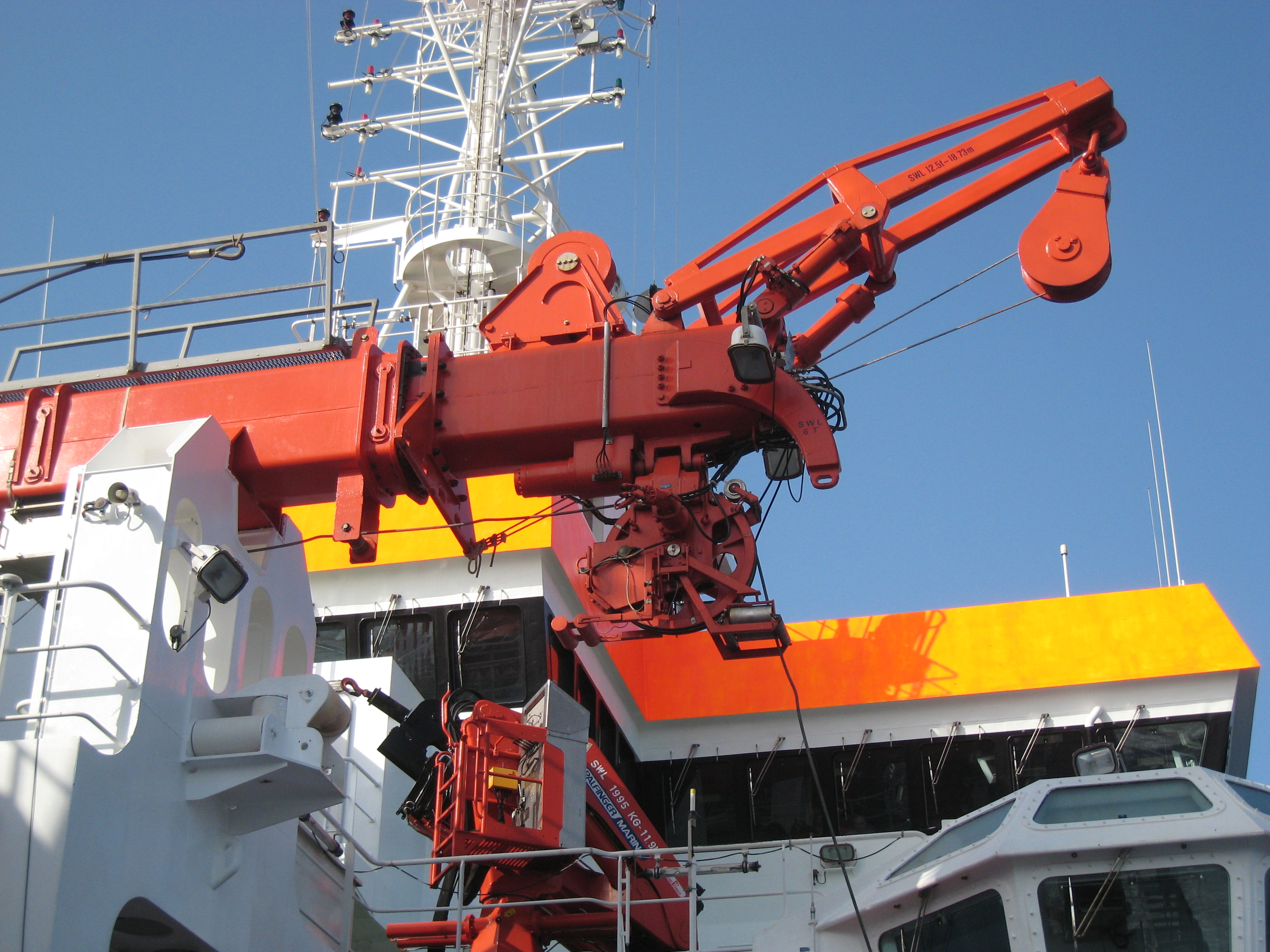
Schiebebalken auf Maria S. Merian in eingefahrenem Zustand

Der Schiebebalken ist ein seitlicher, verschiebbarer Ausleger, welcher vorzugsweise auf deutschen Forschungsschiffen genutzt wird, um schwere Meeresforschungsgeräte längsseits zu verlasten. Es handelt sich dabei um einen Stahlträger, der in Schiffsquerrichtung installiert und verschiebbar ist. An der Spitze des Schiebebalken sind Umlenkrollen und zum Teil kleine Hilfskräne (sogenannte „Wipper“) angebracht.
Auf dem deutschen Forschungsschiff Maria S. Merian ist der Schiebebalken auftoppbar, d. h., er kann nicht nur verschoben, sondern auch hochgeklappt werden. Dann ist der Schiebebalken als Kran nutzbar.
Der Vorteil einer seitlichen Ausbringung von Geräten ist die geringere Schiffsbewegung, während am Heck normalerweise ein größerer Hub vorhanden ist.